# Frizon
Frizon és un municipi francès, situat al departament dels Vosges i a la regió del Gran Est. L'any 2007 tenia 413 habitants.

## Demografia

### Població
El 2007 la població de fet de Frizon era de 413 persones. Hi havia 166 famílies, de les quals 40 eren unipersonals (12 homes vivint sols i 28 dones vivint soles), 57 parelles sense fills, 65 parelles amb fills i 4 famílies monoparentals amb fills.
La població ha evolucionat segons el següent gràfic:
Habitants censats

### Habitatges
El 2007 hi havia 196 habitatges, 167 eren l'habitatge principal de la família, 9 eren segones residències i 20 estaven desocupats. 183 eren cases i 13 eren apartaments. Dels 167 habitatges principals, 151 estaven ocupats pels seus propietaris, 11 estaven llogats i ocupats pels llogaters i 4 estaven cedits a títol gratuït; 2 tenien una cambra, 1 en tenia dues, 14 en tenien tres, 50 en tenien quatre i 100 en tenien cinc o més. 125 habitatges disposaven pel capbaix d'una plaça de pàrquing. A 60 habitatges hi havia un automòbil i a 81 n'hi havia dos o més.

### Piràmide de població
La piràmide de població per edats i sexe el 2009 era:
| Homes | Edats   | Dones |
| ----- | ------- | ----- |
| 0     | 95 o +  | 0     |
| 0     | 90 a 94 | 0     |
| 0     | 85 a 89 | 0     |
| 4     | 80 a 84 | 4     |
| 8     | 75 a 79 | 8     |
| 12    | 70 a 74 | 16    |
| 16    | 65 a 69 | 20    |
| 4     | 60 a 64 | 0     |
| 4     | 55 a 59 | 4     |
| 20    | 50 a 54 | 20    |
| 24    | 45 a 49 | 16    |
| 16    | 40 a 44 | 12    |
| 16    | 35 a 39 | 12    |
| 20    | 30 a 34 | 8     |
| 8     | 25 a 29 | 12    |
| 20    | 20 a 24 | 4     |
| 20    | 15 a 19 | 0     |
| 4     | 10 a 14 | 8     |
| 12    | 5 a 9   | 0     |
| 12    | 0 a 4   | 20    |

## Economia
El 2007 la població en edat de treballar era de 265 persones, 206 eren actives i 59 eren inactives. De les 206 persones actives 194 estaven ocupades (109 homes i 85 dones) i 12 estaven aturades (5 homes i 7 dones). De les 59 persones inactives 19 estaven jubilades, 21 estaven estudiant i 19 estaven classificades com a «altres inactius».

### Ingressos
El 2009 a Frizon hi havia 179 unitats fiscals que integraven 451,5 persones, la mediana anual d'ingressos fiscals per persona era de 18.416 €.

### Activitats econòmiques
Dels 9 establiments que hi havia el 2007, 3 eren d'empreses de construcció, 1 d'una empresa de transport, 1 d'una empresa immobiliària, 2 d'empreses de serveis, 1 d'una entitat de l'administració pública i 1 d'una empresa classificada com a «altres activitats de serveis».
Dels 3 establiments de servei als particulars que hi havia el 2009, 1 era una fusteria, 1 electricista i 1 perruqueria.
L'any 2000 a Frizon hi havia 14 explotacions agrícoles que ocupaven un total de 720 hectàrees.

## Equipaments sanitaris i escolars
L'únic equipament sanitari que hi havia el 2009 era una ambulància.
El 2009 hi havia una escola elemental.

## Poblacions més properes
El següent diagrama mostra les poblacions més properes.